# 영천아이시로
영천아이시로(Yeongcheon IC-ro)는 대한민국의 경상북도 영천시 남부동 중심부를 연결하는 도로이다.

## 노선 경로
- 봉작교차로 - 한방로
- 대경로 (국도 제4호선, 국도 제35호선) 통과
- 봉작교 (북안천)
- 도남공단사거리 - 도남공단길, 하이브리드로
- 교차로 명칭 미상 - 하이브리드로
- 영천 톨게이트 종점

## 같이 보기
- 영천 나들목
- 경부고속도로